# Центральний водозбір (заповідник)
1°22′00″ пн. ш. 103°48′00″ сх. д. / 1.36667° пн. ш. 103.8° сх. д.
Заповідник «Центральний водозбір» (кит.: 中央集水区自然保护区; малай. Hutan Simpanan Kawasan Tadahan Air Tengah; там. மத்திய நீர்ப்பிடிப்பு இயற்கை ரிசர்வ்) — найбільший природний заповідник у Сінгапурі, площею 2880 га. Розташований у центральній частині острова. Природний заповідник виступає водозбором для навколишніх водойм. На його території розташовані основні водосховища країни — Макрічі, Верхній Селетар, Верхній Пірс і Нижній Пірс.

## Біорізноманіття
У заповіднику зафіксовано понад 500 видів тварин, зокрема макака-крабоїд, шерстокрил, тупая звичайна, повільний лорі і панголін яванський. Природний заповідник «Центральний водозбір» — це єдине місце в Сінгапурі, де живе мавпа сурілі облямований, популяція якої значно зменшилася (тут збереглася невелика група з 40 особин). У заповіднику водяться також такі дикі птахи, як сіпарая червона, дронго великий та рибалочки. Також були помічені деякі види кажанів, що перебувають під загрозою зникнення. У заповіднику багато видів метеликів. Тут росте близько 1600 видів рослин.